# マイク・バクスター
マイク・バクスター（英語: Mike Baxter, 本名：マイケル・ジョゼフ・バクスター（Michael Joseph Baxter、1984年12月7日 - ）は、アメリカ合衆国ニューヨーク州ニューヨーク市クイーンズ区出身の元プロ野球選手（外野手）。右投左打。

## 経歴

### プロ入りとパドレス時代
2005年のMLBドラフト4巡目（全体128位）でサンディエゴ・パドレスから指名され、7月17日に入団。この年は傘下のA級フォートウェイン・ウィザーズで45試合に出場し、打率.219・1本塁打・17打点・4盗塁だった。
2006年はA級フォートウェインでプレー。117試合に出場し打率.256・3本塁打・40打点・13盗塁だった。
2007年はA+級レイクエルノシア・ストームでプレー。111試合に出場し打率.276・7本塁打・44打点・12盗塁だった。7月にはAAA級ポートランド・ビーバーズに昇格し、10試合に出場した。
2008年はA+級レイクエルノシアで開幕を迎えた。5月にAA級サンアントニオ・ミッションズへ昇格。100試合に出場し、打率.272・8本塁打・48打点・2盗塁だった。
2009年はAA級サンアントニオで開幕を迎えた。6月にAAA級ポートランドへ昇格。82試合に出場し、打率.277・5本塁打・34打点・9盗塁だった。
2010年はAAA級ポートランドで開幕を迎えた。136試合に出場し18本塁打72打点22盗塁、打率.301だった。9月6日にメジャー初昇格を果たし、同日のロサンゼルス・ドジャース戦でメジャーデビュー。代打で出場したが凡退に倒れた。この年はメジャーで9試合に出場した。
2011年は開幕前の3月28日に60日間の故障者リスト入りした。復帰後はA+級レイクエルノシアでプレーし、11試合に出場した。

### メッツ時代
2011年7月22日にウェーバーでニューヨーク・メッツへ移籍。22試合に出場し、打率.235・1本塁打・4打点だった。オフの12月12日にFAとなったが、16日にメッツと再契約した。
2012年4月4日にメジャー昇格。6月2日のセントルイス・カージナルス戦でヤディアー・モリーナの飛球を捕球した際にフェンスに衝突し、肩を負傷。翌日に15日間の故障者リスト入りした。7月15日から傘下のA+級セントルーシー・メッツでリハビリを開始。7月20日にAA級ビンガムトン・メッツへ昇格し、7月23日にAAA級バッファロー・バイソンズへ昇格。7月30日に復帰した。この年は89試合に出場し、打率.263・3本塁打・17打点・5盗塁だった。
2013年は開幕ロースター入りしたが。6月9日にAAA級ラスベガス・フィフティワンズへ降格した。8月3日にルーカス・ドゥーダが故障者リスト入りしたため、再昇格した。8月24日にドゥーダが復帰したため、再びAAA級ラスベガスへ降格した。9月8日に再昇格した。この年は74試合に出場し、打率.189・4打点・5盗塁だった。

### ドジャース時代
2013年10月17日にウェーバーでドジャースへ移籍した。
2014年は開幕ロースター入り。開幕後は5試合に出場したが、4月4日に傘下のAAA級アルバカーキ・アイソトープスへ降格。6日にDFAとなった後、9日に傘下のAAA級アルバカーキへ降格した。オフの11月3日にFAとなった。

### カブス時代
2015年1月28日にシカゴ・カブスとマイナー契約を結んだ。開幕は傘下のAAA級アイオワ・カブスで迎えた。5月19日にメジャー昇格した。7月30日にDFAとなった。この年は34試合に出場し、打率.246・2打点だった。オフの10月14日にFAとなった。

### マリナーズ傘下時代
2015年12月8日にシアトル・マリナーズとマイナー契約を結んだ。
2016年4月4日に傘下AAA級タコマ・レイニアーズへ配属され、開幕を迎えた。6月20日に7日間の故障者リストに登録された。8月26日にリハビリのため、傘下A+級エバレット・アクアソックスへ配属された。8月30日に故障者リストから復帰し、傘下AAA級タコマに復帰。オフの11月7日にFAとなった。

## 詳細情報

### 年度別打撃成績
| 年 度    | 球 団    | 試 合 | 打 席 | 打 数 | 得 点 | 安 打 | 二 塁 打 | 三 塁 打 | 本 塁 打 | 塁 打 | 打 点 | 盗 塁 | 盗 塁 死 | 犠 打 | 犠 飛 | 四 球 | 敬 遠 | 死 球 | 三 振 | 併 殺 打 | 打 率 | 出 塁 率 | 長 打 率 | O P S |
| -------- | -------- | ----- | ----- | ----- | ----- | ----- | -------- | -------- | -------- | ----- | ----- | ----- | -------- | ----- | ----- | ----- | ----- | ----- | ----- | -------- | ----- | -------- | -------- | ----- |
| 2010     | SD       | 9     | 9     | 8     | 0     | 1     | 0        | 0        | 0        | 1     | 1     | 0     | 0        | 0     | 1     | 0     | 0     | 0     | 2     | 1        | .125  | .111     | .125     | .236  |
| 2011     | NYM      | 22    | 40    | 34    | 6     | 8     | 2        | 1        | 1        | 15    | 4     | 0     | 0        | 0     | 0     | 5     | 0     | 1     | 9     | 1        | .235  | .350     | .441     | .791  |
| 2012     | NYM      | 89    | 211   | 179   | 26    | 47    | 14       | 2        | 3        | 74    | 17    | 5     | 3        | 0     | 2     | 25    | 4     | 5     | 45    | 0        | .263  | .365     | .413     | .778  |
| 2013     | NYM      | 74    | 155   | 132   | 14    | 25    | 6        | 1        | 0        | 33    | 4     | 5     | 2        | 0     | 1     | 17    | 0     | 5     | 28    | 1        | .189  | .303     | .250     | .553  |
| 2014     | LAD      | 4     | 8     | 7     | 0     | 0     | 0        | 0        | 0        | 0     | 0     | 0     | 0        | 0     | 0     | 1     | 0     | 0     | 2     | 1        | .000  | .125     | .000     | .125  |
| 2015     | CHC      | 34    | 66    | 57    | 6     | 14    | 1        | 0        | 0        | 15    | 2     | 0     | 0        | 0     | 0     | 7     | 1     | 2     | 14    | 3        | .246  | .348     | .263     | .612  |
| MLB：6年 | MLB：6年 | 232   | 489   | 417   | 52    | 95    | 23       | 4        | 4        | 138   | 28    | 10    | 5        | 0     | 4     | 55    | 5     | 13    | 100   | 7        | .228  | .333     | .331     | .664  |

### 背番号
- 24 (2010年)
- 23 (2011年 - 2013年)
- 37 (2014年)
- 29 (2015年)